# Ciudad nueva de Varsovia

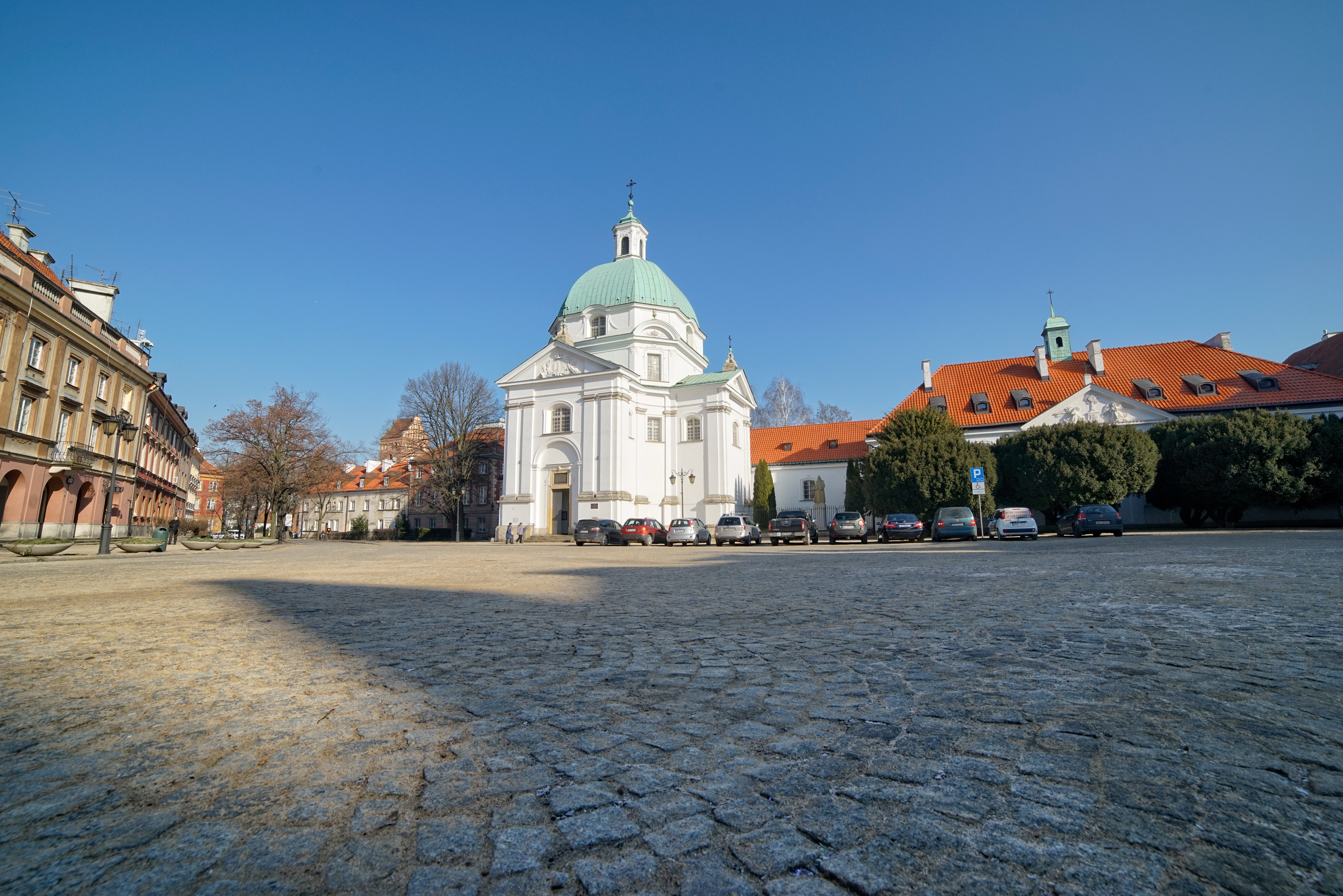
La Plaza del Mercado de la Ciudad Nueva.

La Ciudad nueva de Varsovia (Nowe Miasto) data del siglo XV, y se ubica dentro del Śródmieście, al norte de Stare Miasto, el centro histórico de Varsovia. Al igual que la Stare Miasto, la Ciudad Nueva fue completamente destruida por la Alemania Nazi durante la invasión de Polonia de 1939.

## Historia

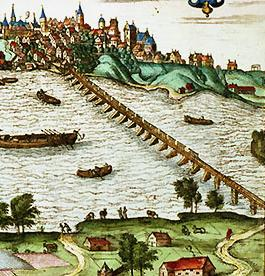
Grabado del Puente de Segismundo Augusto.

El distrito histórico de la Ciudad Nueva se formó a finales del siglo XIV como una ciudad independiente. Obtuvo el título oficial de ciudad en 1408, cuando se separó de la Ciudad Vieja por un acto emitido por Janusz I de Varsovia. En ese momento la Ciudad Nueva abarcaba el territorio que comprende la Plaza del Mercado de la Ciudad Nueva y las calles de Freta, Kościelna, Kozla, Przyrynek, Stara y Zakroczymska. Era independiente de las autoridades de la Ciudad Vieja y tenía su propio Vogt, consejo y ayuntamiento. En 1411 se erigió la Iglesia Parroquial de Santa María, y de acuerdo a unas estadísticas elaboradas en 1546, habían 204 fincas en la Ciudad Nueva de Varsovia. El ayuntamiento se encargó de financiar la construcción del puente de Segismundo Augusto construido entre 1568 y 1573 por Erazm Cziotko. Por desgracia, fue destruido en 1603 por los témpanos de hielo a la deriva.
La invasión sueca a Polonia, conocida popularmente como "El Diluvio" (1655-1660), arrasó por completo la ciudad, quemando todos los edificios de la Ciudad Nueva quemados. No obstante, muchos arquitectos polacos (incluido Tylman Gamerski) decidieron reconstruir la ciudad, empezando por el Ayuntamiento, construido en 1680, la Iglesia de San Kazimierz, en 1688-1692; el Palacio Kotowski, erigido entre 1682 y 1684, o la Iglesia del Espíritu Santo, entre 1707 y 1717. Después de 1791, debido a los acuerdos redactados de la Constitución del 3 de mayo de 1791, la Ciudad Nueva fue incorporada a Varsovia. Por esa razón el Ayuntamiento fue derribado en 1818.
Durante el Levantamiento de Varsovia (del 1 de agosto al 2 de octubre de 1944), la Ciudad Nueva quedó completamente destruida debido al asiduo bombardeo de las posiciones de los insurgentes por los alemanes. Muchos edificios históricos que sirvieron como hospitales y centros de acogida para los habitantes fueron posteriormente destruidos por los alemanes. La reconstrucción de la Ciudad Nueva se inició en 1954, pero algunos de los edificios importantes no fueron restaurados hasta la llegada de las autoridades comunistas.